# St. Marienthaler Klosterbräu
St. Marienthaler Klosterbräu je klášterní pivo z cisterciáckého kláštera Marienthal v Ostritz, kde se vařilo od roku 1357. Od roku 2008 se pivo vaří v nedalekém Eibau, neboť licenci na výrobu podle původní receptury převzal soukromý pivovar Privatbrauerei Eibau i.Sa. GmbH. Pod značkou „St. M.“ se vaří a prodává světlý a tmavý ležák s obsahem alkoholu 5,00 % obj. Řádové sestry nadále dohlížejí na výrobu i distribuci. Podle webu Pivníci.cz má točené sklepní pivo St. Marienthaler Klosterbräu výborný vzhled a velmi dobrou chuť.

## Historie

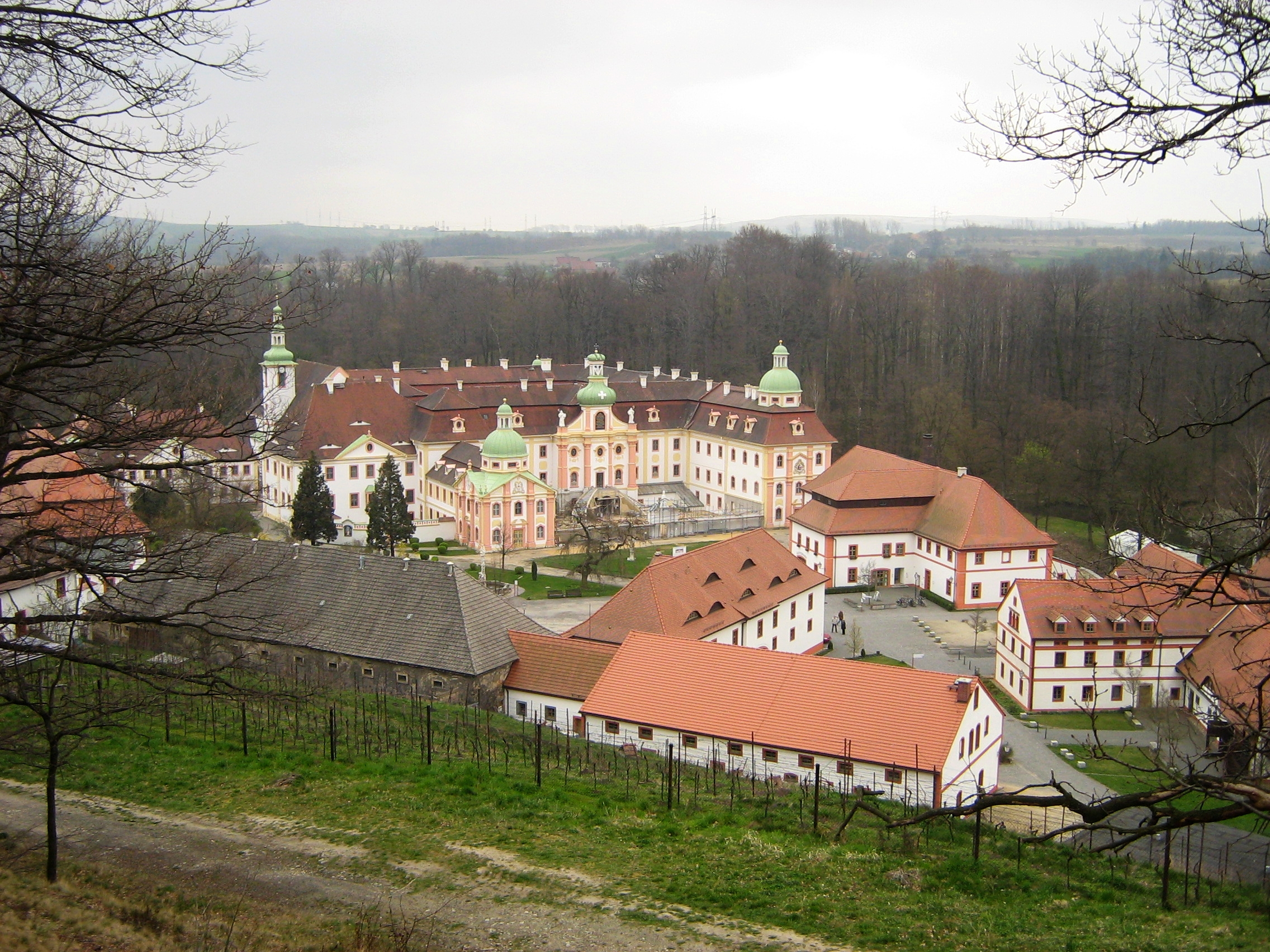
Klášter Marienthal

Pivo se v klášteře Marienthal vařilo od roku 1357. Dokládají to staré recepty předávané z generace na generaci. V dnešní době už ale není možné se jich stoprocentně držet, protože by byly v rozporu s požadavky německého zákona o čistotě piva. Klášterní pivo původně vyráběly řádové sestry, ale klášterní provoz již náročné výrobě ležáku nedostačoval. Od roku 2008 proto klášterní pivo vaří soukromý pivovar v Eibau. K původnímu tmavému pivu, které vychází ze staré receptury, přibyl téhož roku světlý ležák, jenž je na jihu Horní Lužice k dostání také v podobě „sklepního piva“ jako tzv. Zwickelbier, což je nefiltrované, „přirozeně zakalené“ pivo. Pivovar investoval do marketingu a na radu reklamní agentury zkrátil název značky na „St. M.“. Kvůli nové značce upravil také etiketovací stroje, aby mohl toto pivo prodávat se speciální etiketou. Řádové sestry z Marienthalu se podílely na vývoji piva i na designu lahví, přepravek a veškerých obalů. Ke každé bedně je přiložena brožura se zajímavostmi o klášteře a tamní pivovarnické tradici tak, aby klášterní pivo přispělo k propagaci regionu. Linka byla spuštěna abatyší sestrou Reginou za přítomnosti vedoucího sládka Klause Nädlera. Pivovar v Eibau usiluje o expanzi do zahraničí, např. do Číny a Polska. Samotné sestry si ječmenný mok dopřávají jednou týdně v neděli odpoledne.

## Světlý ležák
- Kořeněná a pitelná, plná chuť.

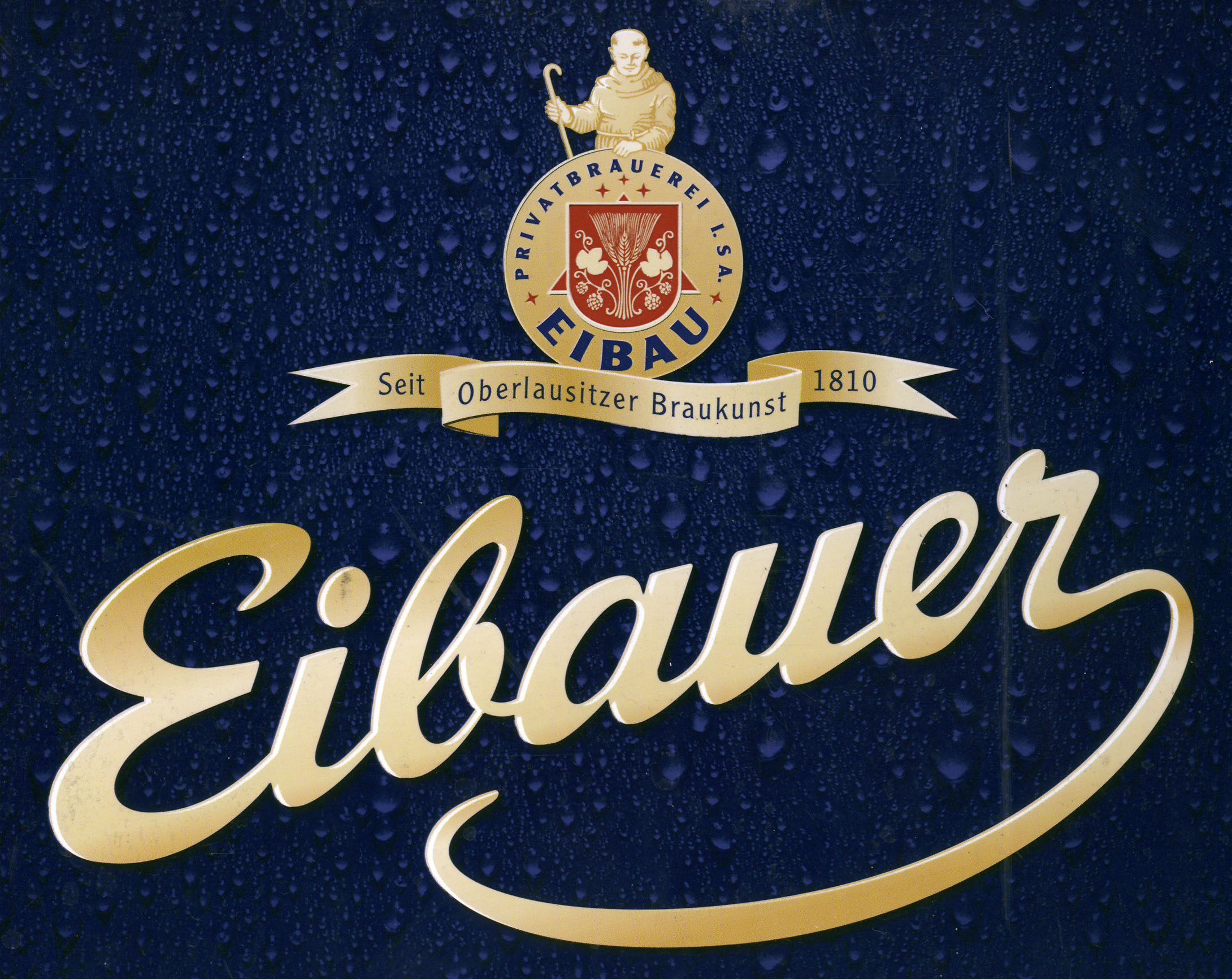
Logo pivovaru Privatbrauerei Eibau

- Složení: pivovarská voda, ječný slad, chmel
- Alergeny: ječný slad
- Způsob vaření: spodní kvašení
- Alkohol: 5,0 % obj.[2]

## Tmavý ležák
- Kořeněná a pitelná, plná chuť.
- Složení: pivovarská voda, ječný slad, chmel.
- Alergeny: ječný slad
- Způsob vaření: spodní kvašení
- Alkohol: 5,0 % obj.[2]